# Roland De Neve
Roland De Neve (Drongen, Gant, 19 de febrer de 1944) va ser un ciclista belga, que fou professional entre 1964 i 1965. Com amateur, va participar en els Jocs Olímpics de 1964.